# Абадија (Торино)
Абадија (итал. Abbadia) је насеље у Италији у округу Торино, региону Пијемонт.
Према процени из 2011. у насељу је живело 26 становника. Насеље се налази на надморској висини од 294 м.